# Javier Velayos
Javier Velayos Rodríguez (Madrid, 6 aprile 1987) è un ex calciatore spagnolo, di ruolo difensore.

## Palmarès

### Club

#### Competizioni nazionali
- Supercoppa di Romania: 1

Târgu Mureș: 2015